# 寶藏院流槍術
寶藏院流槍術（羅馬字：Hōzōinryūsōjutsu）是日本的古流武術，由奈良興福寺的僧人寶藏院覺禪房胤榮創始，為使用十文字槍的槍術，亦有傳承薙刀術。胤榮本身非常喜歡武術，並且在同時拜入大膳太夫盛忠門下學習槍術，並且很快的成為了箇中的好手。初代胤榮、第2代胤舜、第3代胤清、第4代目胤風。
傳說，胤榮在奈良的猿澤池中，看到反照在水中的弦月，從中得到靈感。所以創造出十字形槍頭的槍，也就是現在寶藏院流所使用的槍，形狀與用法迥異於當時一般的槍。也正是因此，胤榮開始教授這種槍術，開創了寶藏院流的道場。
之後寶藏院流隨著門生的增加，聲名逐漸遠播，代代相傳，技巧也不斷更新。在江戶幕府末期，許多寶藏院流的師父被聘為將軍的指導師父，寶藏院流的影響力可見一斑。
現在僅寶藏院流高田派於小倉的系統仍有傳承。此系統也僅流傳「槍之形」，至於薙刀術的形等則早已失傳。
2011年12月16日，第20代宗家鍵田忠兵衛在韓國濟州島旅遊時猝逝。2012年1月7日，第21世宗家由一箭順三就任。

## 外部連結
- 寶藏院流資訊 （页面存档备份，存于）
- 寳藏院胤榮法師大格之傳（页面存档备份，存于）